# لی شویینگ
لی شویینگ (زاده ۱۵ مه ۱۹۹۰) وزنه بردار اهل چین است.